# Golfo Termaico
El golfo Termaico (en griego: Θερμαϊκός Κόλπος) o también llamado golfo de Tesalónica (en griego: Κόλπος της Θεσσαλονίκης), es un golfo en el mar Egeo que está al sur de Tesalónica, al este de Piería y Emacia, y al oeste de Calcídica (antiguas prefecturas de Grecia y actuales unidades periféricas de Grecia).

## Historia - Toponimia
Su nombre "golfo Termaico" proviene de la ciudad antigua de Terma, (en griego: Θέρμη), así se denominada a causa de sus aguas calientes, la cual estaba en la costa del golfo. Según fuentes históricas, Terma quizás estaba en el emplazamiento de la actual Tesalónica.
Los antiguos romanos lo denominaban golfo Thermaicus (Termaico) o Thermaeus sinus («golfo de Terma») o Macedonicus sinus («golfo de Macedonia» o «golfo macedonio»).

## Geografía

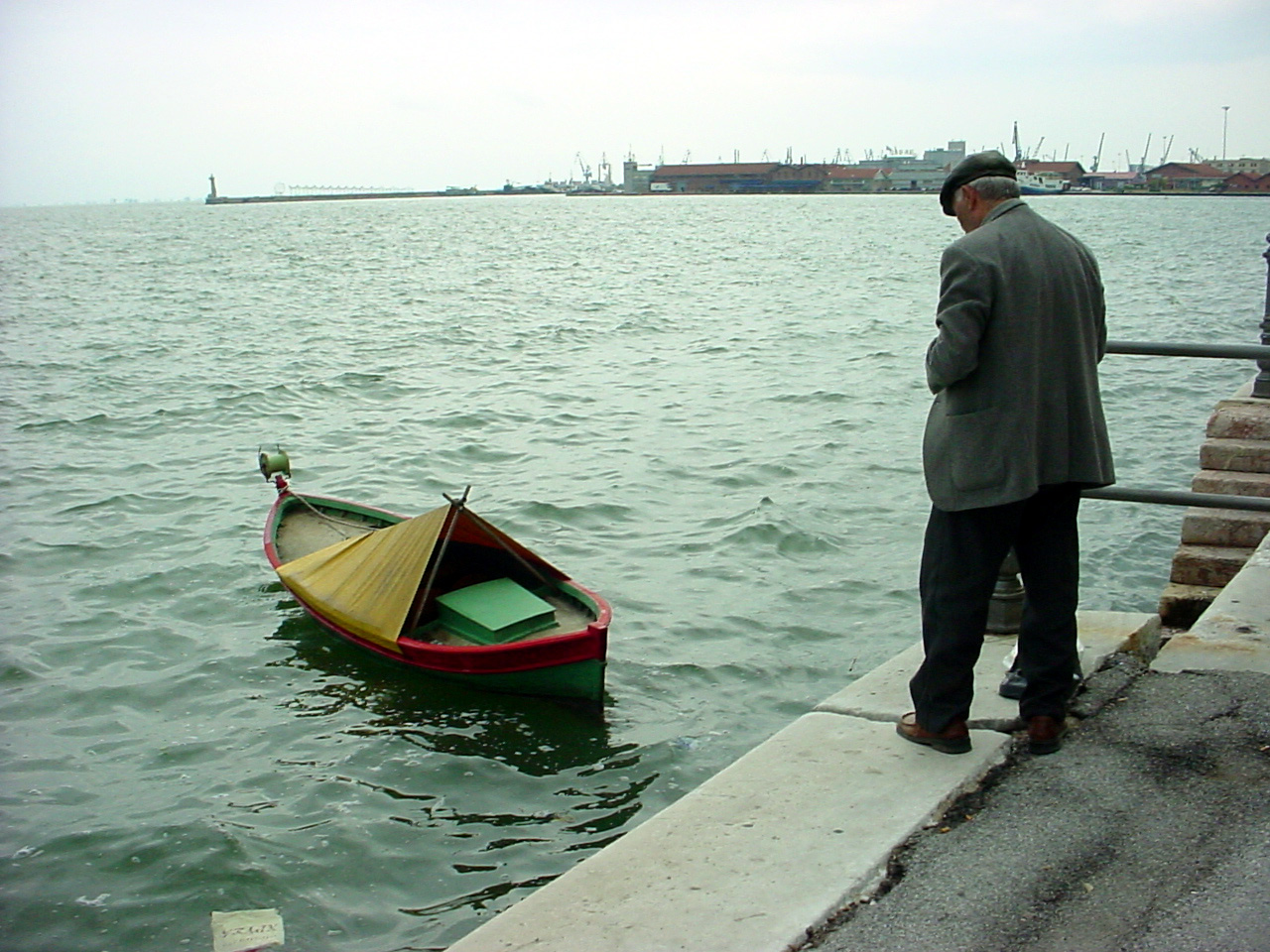
Anciano pescador de Tesalónica.

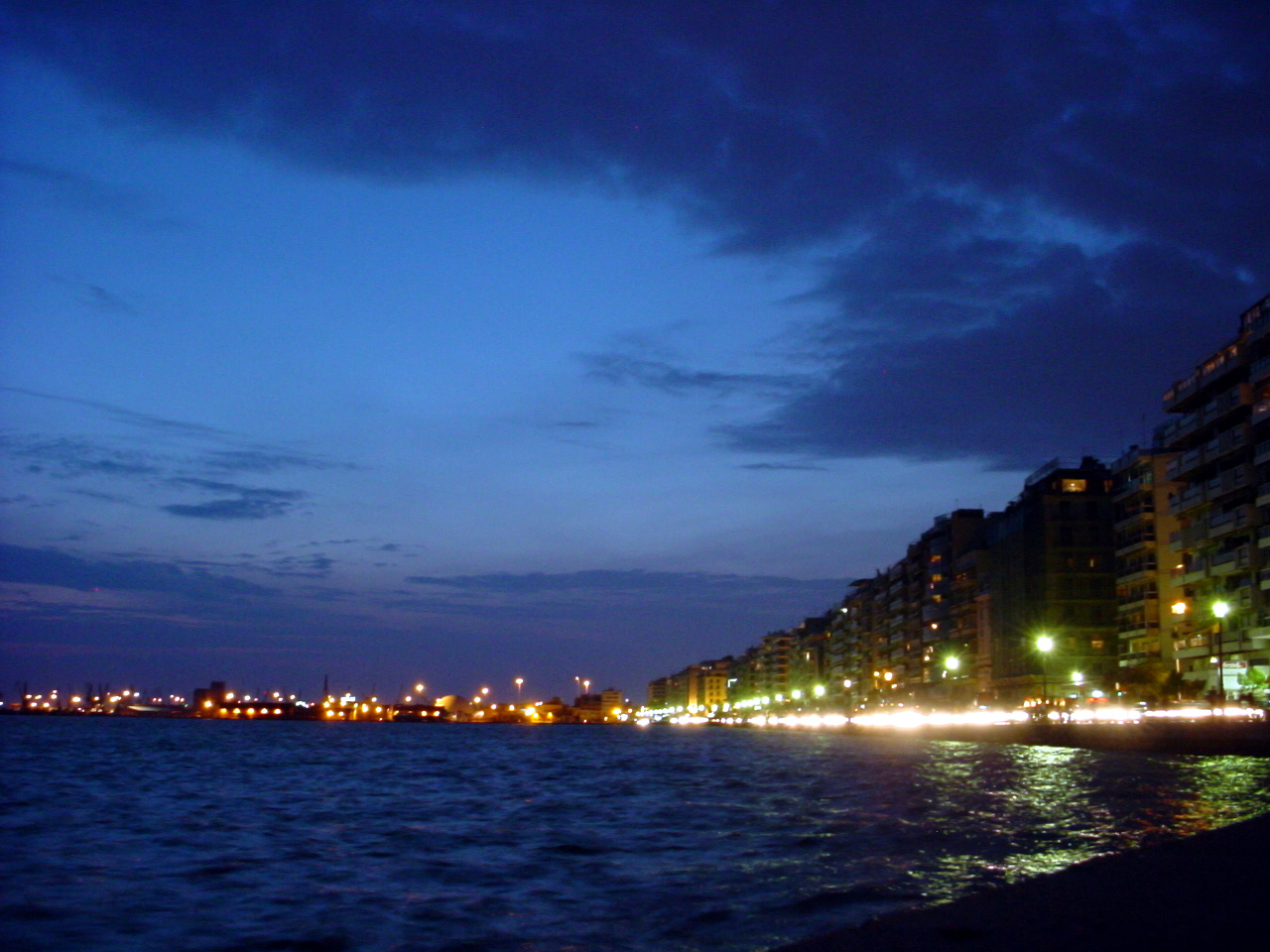
Vista del golfo de Tesalónica al anochecer.

En el golfo se encuentran Sani (la antigua Sane), Casandrea, Nea Potidaia (Potidea antigua), Nea Moudaniá, Agia Tríada, Neoi Epivates, Peraía, Tesalónica, Kalochori, Metoni (la antigua Metone), Pidna, Paralia y Olympiaki Akti, Agía. En el golfo hay muchos puertos pequeños, siendo el mayor el de Tesalónica.
Su anchura va de 5 km, cerca de Tesalónica, hasta 50 km en su parte más septentrional. Su longitud es de unos 100 km. 
En el golfo desaguan algunos ríos griegos de importancia, siendo los más destacados Aliákmonas (Αλιάκμονας), Axios (Αξιός), Ludias (Λουδίας), Galikós (Γαλλικός) y Pineiós, algunos de ellos en forma de delta.
Este golfo ha sido en parte colmatado por los aluviones depositados durante miles de años por el río Axios. Por eso antiguos puertos como Pela se encuentra en la actualidad muy lejos del mar. Este proceso continúa hasta la actualidad generando marismas en los deltas de los ríos Axios, Ludias y Aliákmonas.